# Aloba boltív
Az Aloba boltív természetes boltív Északkelet-Csádban, az Ennediben.
A nagy természetes kőhidak és boltívek a Colorado-fennsíkon, és ezen belül többnyire Utah államban találhatók és ritka jelenségnek számít az ilyen természeti jelenség az Amerikai Egyesült Államokon kívül, aminek az is lehet az oka, hogy ez a terület közel sincs olyan alaposan feltárva, mint a Colorado-fennsík.
Az ilyen kőhidak anyaga a homokkő, ezért ott fordulhatnak elő, ahol a homokkő az uralkodó.
Az Aloba boltívről úgy tartják, hogy a legnagyobb ilyen természetes képződmény az Egyesült Államokon kívül. A boltívet nemrég fedezték fel, és a fényképekről becsülve 75 méter körülinek tartják a fesztávolságát. Ha ezt igazolják, akkor ez a leghosszabb természetes boltív Utah államon kívül, átvéve az elsőbbséget az észak-arizonai Wrather Arch nevű képződménytől, melynek igazolt fesztávolsága 74 m.
A boltív Csádban, az Ennedi-hegyláncnál, az ország északkeleti részén a Szahara területén belül, Líbiához és Szudánhoz közel fekszik. A terület geológiája hasonló a Colorado-fennsíkéhoz ezért hasonló képződmények alakultak ki, mint az Egyesült Államokban.
A boltív magassága érdekesebb, mint a fesztávolsága, mivel 120 méteres magasságával felülmúlja a híres Rainbow Bridge-et, és így kétségtelenül a világ egyik legmagasabb ismert természetes boltíve.

## Fordítás
- Ez a szócikk részben vagy egészben  az   Aloba Arch című angol Wikipédia-szócikk ezen változatának fordításán alapul.  Az eredeti cikk szerkesztőit annak laptörténete sorolja fel. Ez a jelzés csupán a megfogalmazás eredetét és a szerzői jogokat jelzi, nem szolgál a cikkben szereplő információk forrásmegjelöléseként.